# Jutta Profijt

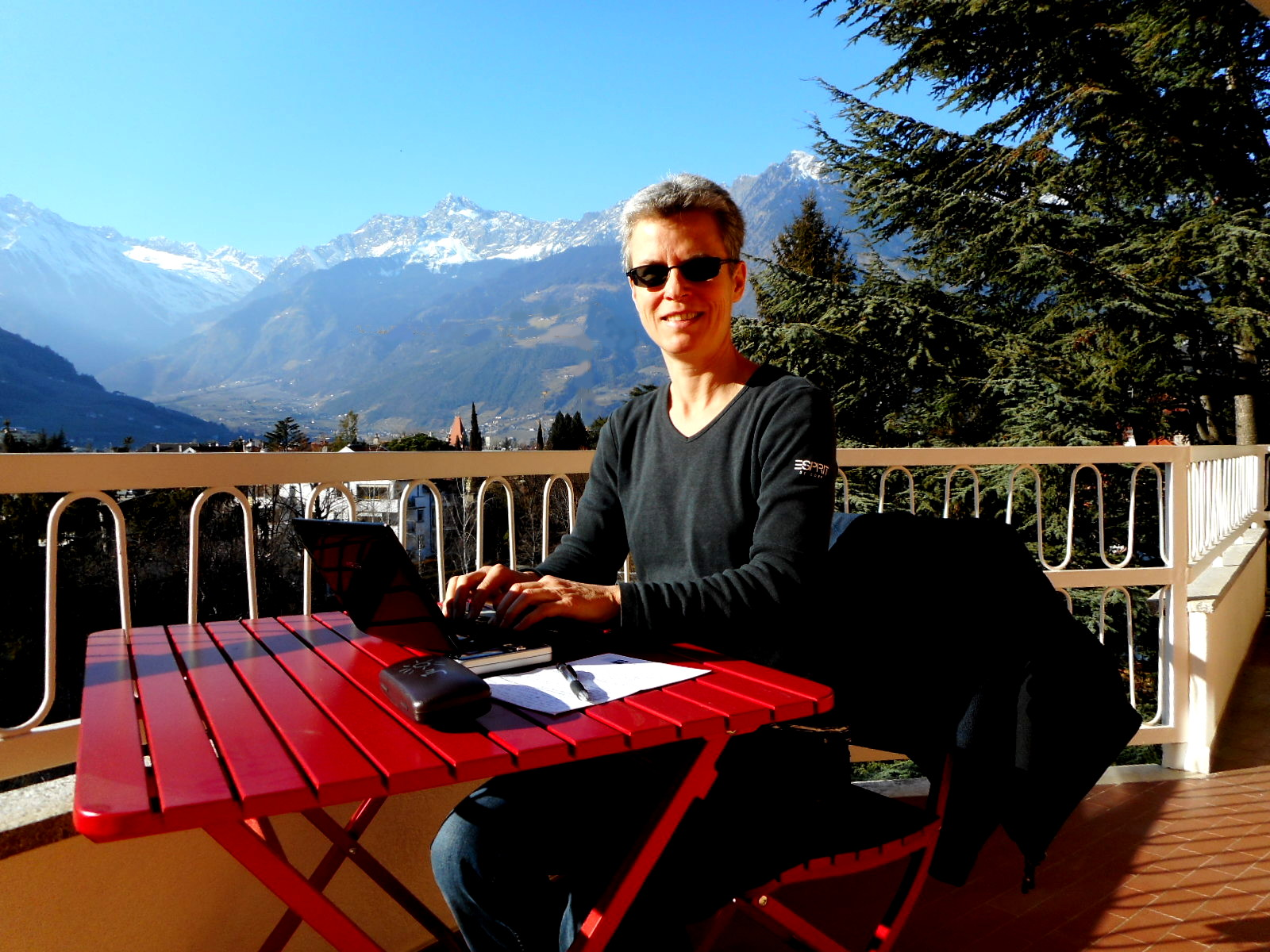
Jutta Profijt (2017)

Jutta Profijt (* 1967 in Ratingen als Jutta Schlepütz) ist eine deutsche Schriftstellerin von Romanen, Kriminalromanen und Sachbüchern. Bekannt sind vor allem ihre Krimis der „Kühlfach“-Reihe, in denen der Geist eines toten Kleinkriminellen sein Unwesen im Kölner Institut für Rechtsmedizin treibt. Die Reihe wurde ins Englische übersetzt. Sie schreibt auch unter den Pseudonymen Judith Bergmann und Pippa Jansen.

## Leben
Jutta Profijt machte 1986 Abitur an der Geschwister-Scholl-Schule in Ratingen (heute Carl Friedrich von Weizsäcker-Gymnasium). Anschließend ging sie nach Cognac, Frankreich, wo sie erst als Au-pair, später am Empfang der Cognac-Firma Otard arbeitete. Nach ihrer Rückkehr absolvierte sie eine Ausbildung zur Groß- und Außenhandelskauffrau (Fachrichtung Außenhandel) bei Mannesmann Demag Sack in Düsseldorf-Rath. Gleichzeitig legte sie die Fremdsprachenkorrespondentenprüfungen in Englisch und Französisch vor der IHK Düsseldorf ab. Später kamen die Übersetzer-Prüfungen für Wirtschaftsenglisch und Wirtschaftsfranzösisch an der London Chamber of Commerce and Industry und der Chambre de Commerce et d’Industrie de Paris hinzu.
Nach mehreren Stationen als Sachbearbeiterin und Projektleiterin im Maschinen- und Anlagenbau machte Profijt sich 1996 als Übersetzerin und Dozentin für Wirtschaftsenglisch und Wirtschaftsfranzösisch selbstständig. Seit 2006 lebt sie vom Schreiben.
Ihren ersten Kriminalroman Motiv: Münsterschatz (2003), der in Mönchengladbach spielt, verlegte sie selbst. Nach weiteren Veröffentlichungen mit und ohne Verlag erschienen ab 2009 13 Romane von Jutta Profijt bei dtv. Die Autorin ist Mitglied im Autorennetzwerk Das Syndikat. 2009 und 2018 vergab sie als Mitglied der Jury den Friedrich-Glauser-Preis in der Sparte Debüt an Lucie Klassen (Der 13. Brief) und Harald J. Marburger (Totengräberspätzle). 2019 war sie als Preisträgerin des Vorjahrs Mitglied der Romanjury und vergab den Preis an Die Rote Hand von Jürgen Heimbach.
Für den Tandem Verlag schrieb sie sechs Lernkrimis in leichtem Französisch mit 100 Übungen.
Die Autorin lebt mit ihrem Mann in der niederrheinischen Provinz.

## Auszeichnungen
- 2018: Friedrich-Glauser-Preis für Unter Fremden als Bester Kriminalroman des Jahres[3]

## Werke

### Regio-Krimis
- Motiv: Münsterschatz, 2003
- Das Tuch des Schweigens, 2004
- Delikatessenfriedhof, 2005
- Der Tod spielt mit, 2006 (mit Carsten Sebastian Henn und Patricia Vohwinkel)
- Tod im Treber, 2007

### Kühlfach-Reihe
- Kühlfach 4, 2009, nominiert für den Friedrich-Glauser-Preis 2010
- Im Kühlfach nebenan, 2009
- Kühlfach zu vermieten, 2010
- Kühlfach betreten verboten, 2012
- Knast oder Kühlfach, 2014
- Tote Tunte, 2017

### Kriminalromane Einzeltitel
- Unter Fremden, 2017
- Gerecht ist nur der Tod, 2020 (Pseudonym Judith Bergmann)
- Pechstein sieht schwarz, 2024 (Pseudonym Judith Bergmann)

### Romane Einzeltitel
- Schmutzengel, 2010
- Blogging Queen, 2011
- Möhrchenprinz, 2013

### Roman-Trilogie
- Allein kann ja jeder, 2015
- Zusammen ist (k)ein Zuckerschlecken, 2016
- Alle für einen, 2018

### Sachbuch
- Green Blogging, 2014

### Lernkrimis
- Qui joue avec le feu, 2008
- Le dernier Adieu, 2009
- Tout un fromage, 2010
- L'heure volée, 2011
- L'Or du diable, 2012
- Sous nos yeux, 2013

### Hörbücher
- Kühlfach 4, Lübbe 2009, gekürzt, gelesen von Ingo Naujoks
- Im Kühlfach nebenan, Lübbe 2010, gekürzt, gelesen von Ingo Naujoks
- Unter Fremden, Der Audio Verlag, 2017, gekürzt, gelesen von Eva Meckbach